# Enzo Melandri
Enzo Melandri (* 14. April 1926 in Genua; † 25. Mai 1993 in Faenza) war ein italienischer Philosoph.

## Biographie
1958 schloss Melandri sein Studium der Philosophie an der Universität Bologna ab. Von 1958 bis 1961 war er Lektor für Italienisch an der Universität Kiel. Seit 1962 war er Professor für Philosophie an verschiedenen Universitäten in Italien, zunächst an der Universität Lecce, seit 1963 bis zu seinem Tode an der Universität Bologna, zwischenzeitlich von 1972 bis 1974 auch an der Universität Triest.

## Werk
Melandri publizierte schwerpunktmäßig zu Themen der theoretischen Philosophie, der Logik und Phänomenologie. Außerdem hat er zahlreiche Schriften deutschsprachiger Philosophen ins Italienische übersetzt und herausgegeben, unter anderem von Bernard Bolzano, Jürgen Habermas, Ernst Hoffmann, Alexius Meinong, Heinrich Scholz und Alfred Schütz.
Melandris berühmtestes Werk ist La Linea e il Circolo (Linie und Kreis, zuerst 1968, Neuausgabe 2004 mit dessen Schriftenverzeichnis). Es wurde von Giorgio Agamben als einer der bemerkenswertesten philosophische Werke des 20. Jahrhunderts bezeichnet.